# Ledøje-Smørum
Ledøje-Smørum is een voormalige gemeente in Denemarken. De oppervlakte bedroeg 31,33 km². De voormalige gemeente telde 10.525 inwoners waarvan 5270 mannen en 5255 vrouwen (cijfers 2005). Hoofdplaats was Smørum.
Sinds begin 2007 behoort de plaats tot gemeente Egedal.